# パトリック・クトローネ
パトリック・クトローネ（イタリア語: Patrick Cutrone、1998年1月3日 - ）は、イタリア・ロンバルディア州コモ出身のサッカー選手。イタリア代表。コモ1907所属。ポジションはフォワード。

## 経歴

### クラブ
1998年、コモに生まれたクトローネ。幼少期に地元のパラディエンセでサッカーを始める。のちACミランに加入。クトローネはここでサッカーを学び、チームスタッフもすぐに彼の素質に気づき始めた。そして、名前が広く知れ渡ったのは、2012年のガエターノ・シレア・トーナメント（U-14の国際大会）である。この大会でミランは決勝に駒を進め、2得点を記録した。
ミランにおいて、クトローネは下部組織の各年代のカテゴリーでゴールを量産。プリマヴェーラだけでも67試合に出場し43得点を記録している。2013年から2016年にかけて、U-15からU-19に至るまで年代別の代表に選出されている。
2017年1月にはトップチームに昇格。ボローニャ戦（ミランが3-0で勝利）において、85分、ジェラール・デウロフェウに代わってピッチに入り、セリエAデビューを果たした。ACミランの下部組織でジャンルイジ・ドンナルンマとともにACミランとプロ契約を結んだ。2017年8月24日、欧州ELプレーオフでは決勝点をきめて、本大会進出に貢献した。
2019年7月30日、ウルヴァーハンプトン・ワンダラーズFCと4年契約を締結したことが発表された。
2020年1月10日、ACFフィオレンティーナに買取義務付きの18ヶ月のレンタル移籍が発表された。
2021年1月7日、けが人が続出したことにより、ウルヴァーハンプトン・ワンダラーズFCに呼び戻されたことが発表。しかし、同月31日にバレンシアCFへのローン移籍が発表された。
2021年8月13日、エンポリFCにレンタル移籍した。
2022年8月29日、コモ1907に3年契約で移籍した。

### 代表
2018年3月、イタリア代表メンバーに初招集される。

## 個人成績
2019年5月27日現在
| クラブ   | シーズン | 背番号 | リーグ戦 | リーグ戦 | カップ戦 | カップ戦 | 欧州カップ | 欧州カップ | その他 | その他 | 通算 | 通算 |
| クラブ   | シーズン | 背番号 | 出場     | 得点     | 出場     | 得点     | 出場       | 得点       | 出場   | 得点   | 出場 | 得点 |
| -------- | -------- | ------ | -------- | -------- | -------- | -------- | ---------- | ---------- | ------ | ------ | ---- | ---- |
| ACミラン | 2016-17  | 63     | 1        | 0        | 0        | 0        | –          | –          | 0      | 0      | 1    | 0    |
| ACミラン | 2017-18  | 63     | 28       | 10       | 5        | 2        | 13         | 6          | –      | –      | 46   | 18   |
| ACミラン | 2018-19  | 63     | 34       | 3        | 3        | 2        | 5          | 4          | 1      | 0      | 43   | 9    |
| 通算     | 通算     | 通算   | 63       | 13       | 8        | 4        | 18         | 10         | 1      | 0      | 90   | 27   |

### 試合数
国際Aマッチ 1試合 0得点（2018年- ）
| イタリア代表 | 国際Aマッチ | 国際Aマッチ |
| 年           | 出場        | 得点        |
| ------------ | ----------- | ----------- |
| 2018         | 1           | 0           |
| 通算         | 1           | 0           |

## 代表歴
- U-17イタリア代表
  - 2015年 - UEFA U-17欧州選手権
- U-19イタリア代表
  - 2016年 - UEFA U-19欧州選手権
- U-21イタリア代表
  - 2019年 - UEFA U-21欧州選手権